# Попельнастовская волость
Пепельнастовская волость — административно-территориальная единица Верхнеднепровского уезда Екатеринославской губернии.
По состоянию на 1886 состояла из 12 поселений, 11 сельских общин. Население 6037 человек (3115 мужского пола и 2922 женского), 981 дворовое хозяйство.
| Собственность  | Площадь (в т. ч. пахотной) |
| -------------- | -------------------------- |
| Сельских общин | 9092 (7825)                |
| Частная        | 11 724 (2928)              |
| Казённая       | 1023 (319)                 |
| Другая         | 170 (64)                   |
| Всего          | 22 009 (11 136)            |

Самые большие поселения:
- Пепельностое — село при реке Омельник в 50 верстах от уездного города, 3672 человек, 612 дворов, православная церковь, школа, 10 лавок, 3 ярмарки, базар по воскресеньям.
- Александровка (Докторовка) — село на транзитной дороге между Кременчугом, Бериславом и Никополем, 208 человек, 35 дворов, постоялый двор.
- Капкановка — село при реке Омельник, 216 человек, 36 дворов, православная церковь.
- Хорошево (Шевская) — село при балке Шевской, 438 человек, 67 дворов, 2 лавки.